# Кратине (Витез)
Кратине је насељено место у Босни и Херцеговини у општини Витез. Административно припада Федерацији Босне и Херцеговине, односно њеном Средњобосанском кантону. Према попису становништва из 2013. у насељу није било становника, а већинску популацију у насељу у предратном периоду чинили су Хрвати.

## Становништво
По последњем службеном попису становништва из 2013. године у насељу Кратине није било становника, а село је раније било етнички хомогено са већинском хрватском популацијом.
| Националност | 2013. | 1991.       | 1981.        | 1971.        | 1961.        |
| Хрвати       | —     | 38 (100,0%) | 101 (100,0%) | 178 (70,92%) | 199 (78,35%) |
| Срби         | —     | 0           | 0            | 72 (28,69%)  | 55 (21,65%)  |
| остали       | —     | 0           | 0            | 1 (0,39%)    | 0            |
| Укупно       | 0     | 38          | 101          | 251          | 254          |